# Kistarcsa megállóhely
Kistarcsa megállóhely (1979–1989 között Kerepestarcsa alsó) egy HÉV-megállóhely Kistarcsa településen, a MÁV Személyszállítási Zrt. üzemeltetésében. Közúti megközelítését a 3101-es útból, annak legelső szakaszán északnyugat felé kiágazó 21 304-es számú mellékút (települési nevén Széchenyi utca, illetve Hunyadi utca) biztosítja.

## Története
A megállóhelyet 1900. augusztus 28-án nyitották meg a mátyásföldi HÉV-vonal Cinkota – Csömör – Kerepes meghosszabbításával.

## Forgalom
| Járat | Útvonal | Gyakoriság       |
| ----- | --- | ---------------- |
|       | Örs vezér tere – Rákosfalva – Nagyicce – Sashalom – Mátyásföld, repülőtér – Mátyásföld, Imre utca – Mátyásföld alsó – Cinkota – Ilonatelep – Kistarcsa, kórház – Kistarcsa – Zsófialiget – Kerepes – Szilasliget – Mogyoród – Szentjakab – Gödöllő, Erzsébet park – Gödöllő, Szabadság tér – Gödöllő, Palotakert – Gödöllő | 10-60 percenként |

## Megközelítés tömegközlekedéssel
- Elővárosi busz:  410, 430, 440, 441, 448, 449, 504
- Távolsági busz:  1040, 1049, 1077, 1078
- Éjszakai busz:  992